# Нафтогаз Трейдинг
ТОВ «Газопостачальна компанія «Нафтогаз Трейдинг» — українське підприємство, що входить до групи «Нафтогаз України» і постачає природний газ непобутовим споживачам — теплопостачальним підприємствам (Теплокомуненерго — ТКЕ), об'єднанням співвласників багатоквартирних будинків (ОСББ), промисловим підприємствам, бюджетним організаціям, релігійним організаціям, постачальникам газу населенню.
За 2023 році компанія увійшла до п'ятірки, а в 2024 — до трійки найбільших енергетичних компаній України за виторгом із показниками ₴119.82 і ₴124,88 млрд відповідно.

## Історія
Нафтогаз Трейдинг засновано у 2018 році. 4 вересня 2018 Національна комісія, що здійснює державне регулювання у сферах енергетики та комунальних послуг прийняла постанову № 962 про надання підприємству ліцензії на право провадження господарської діяльності з постачання природного газу.
5 липня 2019 компанія вперше реалізувала газ на електронних біржових торгах Української енергетичної біржі.

## Постачальник зі «спеціальними обов'язками»
У березні 2022 Кабінет Міністрів України поклав на Нафтогаз Трейдинг спеціальні обов'язки з постачання природного газу суб'єктам господарювання, які провадять господарську діяльність з виробництва електричної енергії на теплових електростанціях, теплоелектроцентралях, газотурбінних та газопоршневих установках, а також — постачальникам природного газу для населення.
В липні того ж року на компанію покладені спеціальні обов'язки з постачання природного газу постачальникам тепла (ТКЕ, ОСББ), бюджетним установам та релігійним організаціям задля надійного постачання природного газу для цих категорій споживачів та стабільного проходження опалювальних сезонів.

## Діяльність
За інформацією «Нафтогаз Трейдинг» за результатами договірних кампаній 2024 і 2025 років компанія уклала понад 13 000 договорів, серед яких:
- 9602 договори з бюджетними установами
- 1769 договорів з теплопостачальними підприємствами
- 171 договір з промисловими споживачами
- 2026 договорів з релігійними організаціями

## Електронні біржові торги
Нафтогаз Трейдинг є учасником закупівлі природного газу та проводить торги на Українській енергетичній біржі. Станом на кінець 2024 року компанія законтрактувала 1,093 млрд м3 природного газу.

## Керівники
Т.в.о. генерального директора — Сергій Миколайович Бєляєв (з квітня 2022).